# Рябко, Клавдия Алексеевна
Клавдия Алексеевна Рябко (1918, село Садовое, Московский район, Чуйская область) — звеньевая колхоза «Прогресс» Сталинского района Фрунзенской области. Герой Социалистического Труда (1948).

## Биография
Родилась в 1918 году в крестьянской семье в селе Садовое (ныне — Московском районе Чуйской области Кыргызстана).
С 1932 года трудилась в колхозе «Прогресс» Сталинского района. С 1940 года возглавляла свекловодческое звено.
В 1947 году звено Клавдии Рябко собрало в среднем по 879.17 центнеров сахарной свеклы с каждого гектара на участке площадью 2 гектара. Указом Президиума Верховного Совета СССР от 26 марта 1948 года удостоена звания Героя Социалистического Труда с вручением ордена Ленина и золотой медали «Серп и Молот».
С 1957 года — звеньевая колхоза «Красный Октябрь» Московского района.
С 1968 года — персональный пенсионер союзного значения. После выхода на пенсию проживала в родном селе. Дата смерти неизвестна.